# Nur Ali Schuschtari

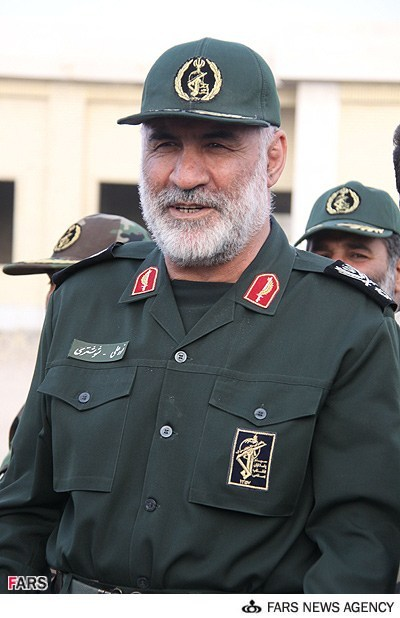
Nur Ali Schuschtari

Nur Ali Schuschtari, auch Noor Ali Shooshtari oder Shushtari (* ca. 1948 in Nischapur; † 18. Oktober 2009 in Sistan und Belutschistan, Iran), war ein Brigadegeneral der Iranischen Revolutionsgarde (Pasdaran).

## Biografie
Schuschtari absolvierte eine militärische Laufbahn bei den Revolutionsgarden, in den 90er Jahren Kommandeur der 25. Division, war zuletzt Vizekommandeur der Landstreitkräfte der Revolutionsgarde.
Bei einem Selbstmordanschlag auf die paramilitärischen Revolutionsgarden im Grenzgebiet zu Pakistan starben am 18. Oktober 2009 42 Menschen und 28 weitere wurden verletzt. Unter den Toten waren mindestens sechs führende Kommandeure der Revolutionsgarde, unter anderem General Schuschtari der Pasdaran-Bodentruppen. Zum Anschlag bekannte sich die sunnitische „Dschundallah“ (Brigade Gottes), die schon mehrere Autobomben gezündet hat. Der Iran machte die Vereinigten Staaten für den Anschlag verantwortlich.